# Liste der denkmalgeschützten Objekte in Schruns
Die Liste der denkmalgeschützten Objekte in Schruns enthält die 28 denkmalgeschützten, unbeweglichen Objekte der Gemeinde Schruns im Bezirk Bludenz.

## Denkmäler
| Foto |                 | Denkmal | Standort                                       | Beschreibung | Metadaten |
| ---- | --------------- | --- | ---------------------------------------------- | --- | --- |
| ja   | Datei hochladen | Litzkapelle HERIS-ID: 74695 Objekt-ID: 88128                                                                        | Außerlitzstraße Standort KG: Schruns           | Das Fresko der heiligen Anna selbdritt an der Giebelfassade der Kapelle ist mit 1688 bezeichnet. Aus demselben Jahr stammen auch der Aufbau und die Figuren des Altars im Innenraum. | BDA-Hist.: Q38136369 Status: § 2a Stand der BDA-Liste: 2025-06-30 Name: Litzkapelle GstNr.: .85 Litzkapelle                                                                         |
| ja   | Datei hochladen | Bauernhaus, Wohnhaus HERIS-ID: 25769 Objekt-ID: 22217                                                               | Außerlitzstraße 14 Standort KG: Schruns        | | BDA-Hist.: Q37896194 Status: Bescheid Stand der BDA-Liste: 2025-06-30 Name: Bauernhaus, Wohnhaus GstNr.: .89, .88 Schruns Bauernhaus Außerlitzstraße 14                             |
| ja   | Datei hochladen | Montafoner Paarhof HERIS-ID: 74711 Objekt-ID: 88144                                                                 | Außerlitzstraße 58 Standort KG: Schruns        | Das 1665 errichtete Montafonerhaus wurde 2019 renoviert. | BDA-Hist.: Q38136441 Status: Bescheid Stand der BDA-Liste: 2025-06-30 Name: Montafoner Paarhof GstNr.: .271/1, .272/1 Schruns Außerlitzstraße 58 Gehöft                             |
| ja   | Datei hochladen | Wohn- und Geschäftshaus, Haus Vallaster HERIS-ID: 112844 Objekt-ID: 131069seit 2017                                 | Bahnhofstraße 28 Standort KG: Schruns          | Das Geschäftshaus für Hausrat und Eisenwaren wurde nach den Plänen der Architekten Alois Dönz (1899–1979) und Franz Reznicek (1903–1999) in den Jahren 1937/1938 für den Schrunser Kaufmann Alfons Vallaster erbaut. | BDA-Hist.: Q37832365 Status: Bescheid Stand der BDA-Liste: 2025-06-30 Name: Wohn- und Geschäftshaus, Haus Vallaster GstNr.: .1062 Bahnhofstraße 28, Schruns                         |
| ja   | Datei hochladen | Jagdvilla Halali HERIS-ID: 74715 Objekt-ID: 88149seit 2020                                                          | Batloggstraße 1 Standort KG: Schruns           | | BDA-Hist.: Q105646563 Status: Bescheid Stand der BDA-Liste: 2025-06-30 Name: Jagdvilla Halali GstNr.: .885                                                                          |
| ja   | Datei hochladen | Wohnhaus HERIS-ID: 74713 Objekt-ID: 88147                                                                           | Batloggstraße 7 Standort KG: Schruns           | | BDA-Hist.: Q38136458 Status: § 2a Stand der BDA-Liste: 2025-06-30 Name: Wohnhaus GstNr.: .121                                                                                       |
| ja   | Datei hochladen | Batlogghalle HERIS-ID: 113815 Objekt-ID: 132195seit 2021                                                            | Batloggstraße 24 Standort KG: Schruns          | Die Batlogghalle ist eine ehemalige Turnhalle, die 1946 von den Franzosen zu einem Kino umfunktioniert wurde und als solches bis 2003 in Betrieb war. Ab 2004 fand sie als Kulturbühne Verwendung. | BDA-Hist.: Q105675412 Status: Bescheid Stand der BDA-Liste: 2025-06-30 Name: Batlogghalle GstNr.: .938                                                                              |
| ja   | Datei hochladen | Montafoner Paarhof und Getreidespeicher HERIS-ID: 13411 Objekt-ID: 9593                                             | Gamplaschgerweg 42 und 44 Standort KG: Schruns | | BDA-Hist.: Q38177695 Status: Bescheid Stand der BDA-Liste: 2025-06-30 Name: Montafoner Paarhof und Getreidespeicher GstNr.: .638, .639, .640 Schruns Gamplaschgerweg 42 u 44 Gehöft |
| ja   | Datei hochladen | Kapuzinerkloster Gauenstein, Klosterkirche Schmerzhafte Mutter Gottes, Gartenmauer HERIS-ID: 74706 Objekt-ID: 88139 | Gauesweg 1 Standort KG: Schruns                | Das Kloster wurde 1843 durch das Ehepaar Fidel und Anna-Maria Tschol aus Schruns für die Pfarre gestiftet. Von 1844 bis 2021 wurde es von Kapuzinerbrüdern genutzt und danach dem Schwesternorden der hl. Klara zur Verfügung gestellt. Zur Anlage gehört auch die 1874 neu errichtete Kirche zur Schmerzhaften Muttergottes. | BDA-Hist.: Q1493542 Status: § 2a Stand der BDA-Liste: 2025-06-30 Name: Anlage Kapuzinerkloster Gauenstein mit Gartenmauer GstNr.: .264, .265, 499, 500 Kapuzinerkloster Gauenstein  |
| ja   | Datei hochladen | Bezirksgericht Montafon samt Waschhaus HERIS-ID: 74707 Objekt-ID: 88140                                             | Gerichtsweg 3 Standort KG: Schruns             | Das Gerichtshaus mit dreigeschoßiger Fassade und Krüppelwalmdach stammt aus der 2. Hälfte des 18. Jahrhunderts. | BDA-Hist.: Q38136412 Status: Bescheid Stand der BDA-Liste: 2025-06-30 Name: Bezirksgericht Montafon samt Waschhaus GstNr.: .9 Schruns Bezirksgericht                                |
| ja   | Datei hochladen | Wohnhaus HERIS-ID: 74683 Objekt-ID: 88116                                                                           | Im Tobel 1 Standort KG: Schruns                | | BDA-Hist.: Q38136325 Status: Bescheid Stand der BDA-Liste: 2025-06-30 Name: Wohnhaus GstNr.: .70/1 Schruns Wohnhaus Im Tobel 1                                                      |
| ja   | Datei hochladen | Wohnhaus, ehem. Waffen- und Hammerschmiede HERIS-ID: 74684 Objekt-ID: 88117                                         | Im Tobel 7 Standort KG: Schruns                | | BDA-Hist.: Q38136339 Status: Bescheid Stand der BDA-Liste: 2025-06-30 Name: Wohnhaus, ehem. Waffen- und Hammerschmiede GstNr.: .68/1 Schruns Wohnhaus Im Tobel 7                    |
| ja   | Datei hochladen | Brunnen HERIS-ID: 74708 Objekt-ID: 88141                                                                            | Kirchplatz Standort KG: Schruns                | Der Brunnen am Schrunser Kirchplatz wurde 1891 errichtet. | BDA-Hist.: Q38136425 Status: § 2a Stand der BDA-Liste: 2025-06-30 Name: Brunnen GstNr.: 3143 Schruns Kirchbrunnen                                                                   |
| ja   | Datei hochladen | Kath. Pfarrkirche hl. Jodok HERIS-ID: 74704 Objekt-ID: 88137                                                        | Kirchplatz 1 Standort KG: Schruns              | Die Pfarrkirche bzw. das Münster von Schruns, ein neuromanischer Bau mit flachem Satteldach, wurde 1865–1867 unter Beibehaltung des Turms von 1674 neu errichtet, nachdem die barocke Vorgängerin bei einem Brand zerstört worden war. Im Jahr 2020 wurde die Kirche zum Münster erhoben. | BDA-Hist.: Q2083053 Status: § 2a Stand der BDA-Liste: 2025-06-30 Name: Kath. Pfarrkirche hl. Jodok GstNr.: .1 Pfarrkirche St. Jodok (Schruns)                                       |
| ja   | Datei hochladen | Wohnhaus HERIS-ID: 111753 Objekt-ID: 129762seit 2012                                                                | Kirchplatz 3a Standort KG: Schruns             | Das sogenannte Münsterhaus in Schruns wurde 1702 errichtet und 2022 saniert. | BDA-Hist.: Q37826424 Status: Bescheid Stand der BDA-Liste: 2025-06-30 Name: Wohnhaus GstNr.: .177 Bahnhofstraße 2, Schruns                                                          |
| ja   | Datei hochladen | Wohnhaus, Pfarrhof HERIS-ID: 74691 Objekt-ID: 88124                                                                 | Kirchplatz 4 Standort KG: Schruns              | Der Pfarrhof wurde einige Jahrzehnte nach der in der Mitte des 19. Jahrhunderts neu errichteten Kirche erbaut. | BDA-Hist.: Q38136354 Status: § 2a Stand der BDA-Liste: 2025-06-30 Name: Wohnhaus, Pfarrhof GstNr.: .915 Schruns Pfarrhof                                                            |
| ja   | Datei hochladen | Bemalte Holzdecke und Ausleger des ehem. Gasthaus Schäfle HERIS-ID: 60166 Objekt-ID: 72129                          | Kirchplatz 5 Standort KG: Schruns              | Anmerkung: Das Gebäude wurde 2007 von der örtlichen Raiffeisenbank abgerissen. | BDA-Hist.: Q38090564 Status: Bescheid Stand der BDA-Liste: 2025-06-30 Name: Bemalte Holzdecke und Ausleger des ehem. Gasthaus Schäfle GstNr.: .173/1                                |
| ja   | Datei hochladen | Mesnerhaus HERIS-ID: 80194 Objekt-ID: 93911                                                                         | Kirchplatz 7 Standort KG: Schruns              | | BDA-Hist.: Q38172925 Status: § 2a Stand der BDA-Liste: 2025-06-30 Name: Mesnerhaus GstNr.: .172, .171/3 Schruns Mesnerhaus                                                          |
| ja   | Datei hochladen | Wohn- und Geschäftshaus, ehem. Mühle/Haus Mayer HERIS-ID: 58313 Objekt-ID: 68877                                    | Kronengasse 2 Standort KG: Schruns             | Die wohlhabende Familie Mayer unterhielt in diesen Gebäuden im 19./20. Jahrhundert eine Bäckerei, eine Mühle, eine Mehlhandlung und eine Lodenfabrik, deren Betrieb 1970 eingestellt wurde. | BDA-Hist.: Q38082145 Status: Bescheid Stand der BDA-Liste: 2025-06-30 Name: Wohn- und Geschäftshaus, ehem. Mühle/Haus Mayer GstNr.: .58 Kronengasse 2 (Schruns)                     |
| ja   | Datei hochladen | Ehemaliges Gasthaus Montjola HERIS-ID: 33552 Objekt-ID: 31148                                                       | Montjolastraße 22 Standort KG: Schruns         | Das ehemalige Gasthaus/Café (im Dehio 1983 mit Hausnummer 150 ausgewiesen) ist ein Montafoner Haus aus dem 17. Jahrhundert. | BDA-Hist.: Q37952701 Status: Bescheid Stand der BDA-Liste: 2025-06-30 Name: Ehemaliges Gasthaus Montjola GstNr.: .251 Ehemaliges Gasthaus Montjola, Schruns                         |
| ja   | Datei hochladen | Wohn- und Geschäftshaus, Haus Maklott HERIS-ID: 74703 Objekt-ID: 88136seit 2020                                     | Silbertalerstraße 4 Standort KG: Schruns       | Das Haus Maklott ist ein Wohn- und Geschäftshaus in Formen des Jugendstils und des romantischen Späthistorismus, das um 1900 im Auftrag des Kolonialwarenhändlers Peter Franz Maklott von Hanns Kornberger umgebaut wurde. | BDA-Hist.: Q105646561 Status: Bescheid Stand der BDA-Liste: 2025-06-30 Name: Wohn- und Geschäftshaus, Haus Maklott GstNr.: .56 Haus Maklott Schruns                                 |
| ja   | Datei hochladen | Litzkraftwerk HERIS-ID: 56317 Objekt-ID: 65550                                                                      | Silbertalerstraße 7 Standort KG: Schruns       | Das alte Litzkraftwerk, das unter anderem mit einem historisch wertvollen Turbinensatz aus dem Jahr 1901 ausgestattet war, wurde von 1896 bis 1998 zur Stromerzeugung genutzt. 15 Jahre nach der Schließung wurde es saniert und für eine weitere Verwendung als Nutzungs- und Lagerfläche durch die Eigentümergesellschaft adaptiert. | BDA-Hist.: Q38071302 Status: Bescheid Stand der BDA-Liste: 2025-06-30 Name: Litzkraftwerk GstNr.: 342/4 Schruns Litzkraftwerk                                                       |
| ja   | Datei hochladen | Friedhof christlich HERIS-ID: 74718 Objekt-ID: 88154                                                                | Silvrettastraße Standort KG: Schruns           | Der Friedhof wurde im Jahr 1844 angelegt. Die Gemälde in den Arkaden zeigen Motive aus dem Alten und Neuen Testament. | BDA-Hist.: Q38136474 Status: § 2a Stand der BDA-Liste: 2025-06-30 Name: Friedhof christlich GstNr.: 195 Friedhof Schruns                                                            |
| ja   | Datei hochladen | Aufbahrungshalle, Friedhofskapelle HERIS-ID: 56315 Objekt-ID: 65547                                                 | Silvrettastraße Standort KG: Schruns           | Die alte Friedhofskapelle wurde im Jahr 1850 erbaut. | BDA-Hist.: Q38071294 Status: § 2a Stand der BDA-Liste: 2025-06-30 Name: Aufbahrungshalle, Friedhofskapelle GstNr.: .187 Schruns Friedhofkapelle                                     |
| ja   | Datei hochladen | Wohnhaus, Frühmeßhaus HERIS-ID: 74727 Objekt-ID: 88163                                                              | Silvrettastraße 5 Standort KG: Schruns         | Das ehemalige Frühmesshaus aus der zweiten Hälfte des 19. Jahrhunderts ist ein zweigeschoßiger Bau mit hohem Kellergeschoß und Satteldach. Zum Mittelflureingang mit historischer Holztür führt eine zweiläufige, an der Giebelseite vorgelagerte Treppe. Die Außenwände sind zum Teil gemauert und zum Teil als verschindelter Kopfstrickbau ausgeführt. Die Läden der hochrechteckigen Fenster stammen noch aus der Bauzeit. In einigen Innenräumen sind flache Felderdecken und Holzböden mit Einlegearbeiten erhalten. | BDA-Hist.: Q38136519 Status: § 2a Stand der BDA-Liste: 2025-06-30 Name: Wohnhaus, Frühmeßhaus GstNr.: .181 Schruns Frühmeßhaus                                                      |
| ja   | Datei hochladen | Altersheim, Josefsheim HERIS-ID: 74726 Objekt-ID: 88162                                                             | Silvrettaplatz 2 Standort KG: Schruns          | Des Josefsheim, einst als Krankenhaus und Altersheim in Verwendung, wurde 2020/2021 zu einem Hostel umgebaut. | BDA-Hist.: Q38136502 Status: Bescheid Stand der BDA-Liste: 2025-06-30 Name: Altersheim, Josefsheim GstNr.: 194/5 Josefsheim Schruns                                                 |
| ja   | Datei hochladen | Haus Borger HERIS-ID: 74694seit 2022                                                                                | Unterdorfstraße 4 Standort KG: Schruns         | | BDA-Hist.: Q112971686 Status: Bescheid Stand der BDA-Liste: 2025-06-30 Name: Haus Borger GstNr.: .848, 1048/3 Haus Borger                                                           |
| ja   | Datei hochladen | Dünglerhaus HERIS-ID: 113803seit 2021                                                                               | Veltlinerweg 7 Standort KG: Schruns            | Das Dünglerhaus am Veltlinerweg wurde im 18. Jahrhundert als Säumergasthaus errichtet. | BDA-Hist.: Q107718838 Status: Bescheid Stand der BDA-Liste: 2025-06-30 Name: Dünglerhaus GstNr.: .190                                                                               |